# Parque eólico La Guajira
El Parque Eólico La Guajira es una estructura de aerogeneradores de electricidad ubicada en el estado Zulia, 7 kilómetros al norte de Caimare Chico, en la parroquia Sinamaica, Municipio Guajira, del Estado Zulia en Venezuela, que cuenta con 600 hectáreas de extensión. El proyecto para su construcción fue aprobado por la Subcomisionaduría de Fuentes Alternas de la Corporación Eléctrica Nacional (CORPOELEC) en febrero de 2011, y comisionado a la empresa argentina Industrias Metalúrgicas Pescarmona S.A. (IMPSA). Su puesta en funcionamiento está prevista en seis fases.

## Historia
Los cuatro primeros aerogeneradores entraron en fase de prueba el 31 de octubre de 2012. La fase 1-A completa entró en operaciones a partir del 22 de abril de 2013. Dicha etapa cuenta con 12 aerogeneradores que proveen cada uno de 2,1 MW, para un total de 25,2 MW al Sistema Eléctrico Nacional. La fase 1-B prevé la puesta en marcha de una cantidad igual de aerogeneradores para un total de 50,4 MW. Los trabajos alcanzaron un presupuesto estimado en 225 millones de dólares.
El proyecto costo 200 millones de dólares, La obra contará con un total de 36 aerogeneradores para aportar 75,6 MW.  pero para 2016 solo producía 25 MW
Pese a la inversión hecha y a la promoción oficial, en 2016 se denunció que el proyecto había caído en el olvido y que los 12 aerogeneradores se encontraban inoperativos, siendo ineficaces para contrarrestar los apagones eléctricos en las zonas adyacentes.
En octubre del 2018 el ministro de energía Mota Domínguez mostró el robo de líneas y denunció que las estructuras fueron vandalizadas en el 80% del «material estratégico» y manifestó  que la empresa que ejecutaba la infraestructura IMPSA enfrenta una demanda por el abandono de los trabajos IMPSA había entrado en default en el 2014 En abril de 2023 EFE constató que las instalaciones se encuentran abandonadas, sin vigilancia por parte de funcionarios de seguridad del Estado